# Cynodontium schisti
Cynodontium schisti là một loài Rêu trong họ Dicranaceae. Loài này được (F. Weber & D. Mohr) Lindb. mô tả khoa học đầu tiên năm 1864.